# Черняк Анатолій Олександрович
Анатолій Олександрович Черняк (нар. 5 березня 1961, Траулин) — радянський та український футболіст, що грав на позиції півзахисника. Найбільш відомий за виступами у шепетівському «Темпі», у складі якого став володарем Кубку УРСР, грав також у командах другої ліги СРСР «Поділля» (Хмельницький) та «Торпедо» (Луцьк). Після закінчення кар'єри футболіста — український футбольний тренер.

## Клубна кар'єра
Анатолій Черняк народився у Шепетівському районі, і розпочав займатися футболом у ДЮСШ у своєму районному центрі. У 1979 році молодий футболіст дебютує у команді майстрів «Поділля» зі свого обласного центру, яка на той час грала у другій лізі. Наступний сезон Анатолій Черняк провів у іншій друголіговій команді «Торпедо» з Луцька, де зіграв 7 матчів. Проте з наступного року футболіст повертається до Шепетівки, де протягом 80-х років ХХ століття грає за місцеві аматорські клуби «Локомотив» і «Корчагінець». У 1990 році у місті було створено нову команду «Темп», яка відразу виграла першість області, пізніше виборола місце у другій лізі СРСР, а наступного року здобула Кубок УРСР з футболу., що дало право команді стартувати у вищому дивізіоні українського футболу. Проте у вищій лізі команді вдалось втриматись лише один сезон, у якому Анатолій Черняк зіграв 6 матчів у чемпіонаті незалежної України. Наступного сезону Анатолій Черняк зіграв 28 матчів за клуб у першій лізі, та разом із командою став срібним призером першості, що давало право шепетівцям повернутися до вищої ліги. Проте після цього сезону Анатолій Черняк вирішив завершити кар'єру футболіста, та перейти на тренерську роботу. На знак подяки за значний внесок у становлення «Темпу» тодішній президент клубу Джумбер Нішніанідзе подарував йому новий автомобіль марки «Opel». Пізніше Анатолій Черняк грав у аматорських клубах «Паперовик» (Понінка) та «Енергетик» (Нетішин), а у сезоні 1995—1996 зіграв три матчі у другій лізі за хмельницький «Темп-Адвіс-2», проте ця команда не дограла навіть перше коло чемпіонату. Після цього сезону Анатолій Черняк остаточно завершив кар'єру футболіста.

## Тренерська кар'єра
Після завершення виступів на футбольних полях Анатолій Черняк розпочав кар'єру тренера. Колишній футболіст працює у ДЮСШ свого рідного міста Шепетівка, і серед його вихованців є кілька відомих футболістів (зокрема, Павло Худзік та Іван Малімон).

## Особисте життя
Анатолій Черняк одружений, його син Сергій, який також є вихованцем групи підготовки свого батька, натепер є футболістом київського аматорського клубу «Миротворець».

## Досягнення
- Володар Кубку УРСР: 1991